# Casa de las Sirenas
La Casa de las Sirenas (en français : maison des Sirènes) est une maison-palais du XIXe siècle située sur la Promenade d'Hercule à Séville, en Andalousie.

## Histoire
Elle a été dessinée par Joaquín Fernández Ayarragaray pour Lázaro Fernández de Angulo, marquis de Esquivel. Il s'est inspiré d'un hôtel particulier français du XVIIIe siècle. La construction a débuté en 1861 pour s'achever en 1864. La maison est entourée d'un jardin, fermé par quatre murs. Son toit est en ardoises, à la Mansart. Son nom est dû aux deux sphinges (appelées "sirènes") sur la porte avant
Les grilles de cette maison ont été réalisées en 1862 par les frères Portilla, qui ont utilisé la même création pour la Fabrique de Tabacs.
Le marquis d'Esquivel a vendu la maison en 1870 à une entreprise de construction. Puis y ont habité : José Domingo de la Portilla et son épouse María Susana Pérez de Guzmán et Pickman, cette dernière morte en 1971.

Dans les années 1970 la bâtisse était en état d'abandon. La mairie de Séville l'a achetée (ainsi que le palais des Marquis de La Algaba) en 1989. La maison a alors été soumise à une restauration qui a duré huit années. À partir de 1998 elle a été destinée au centre civique du quartier.

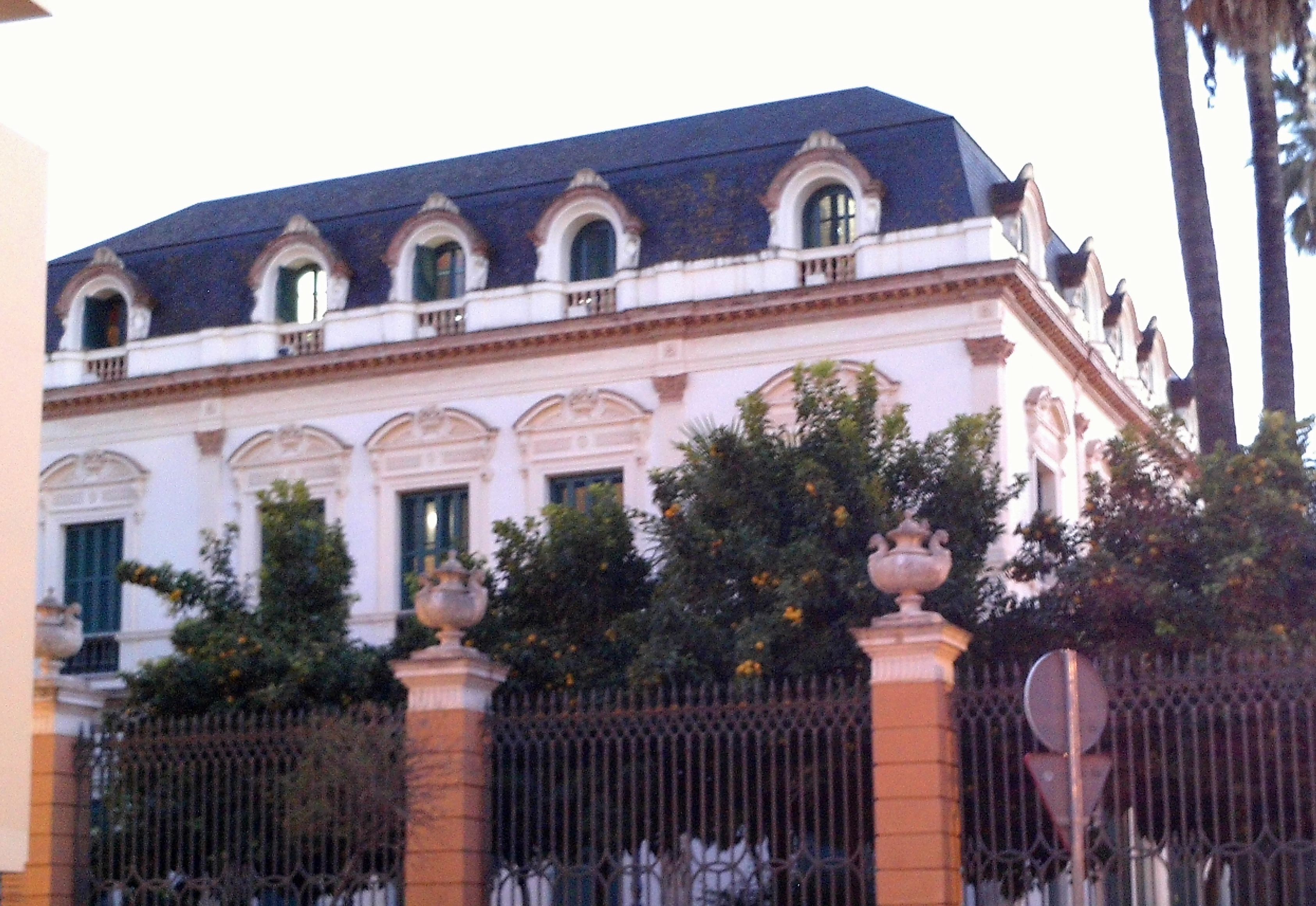
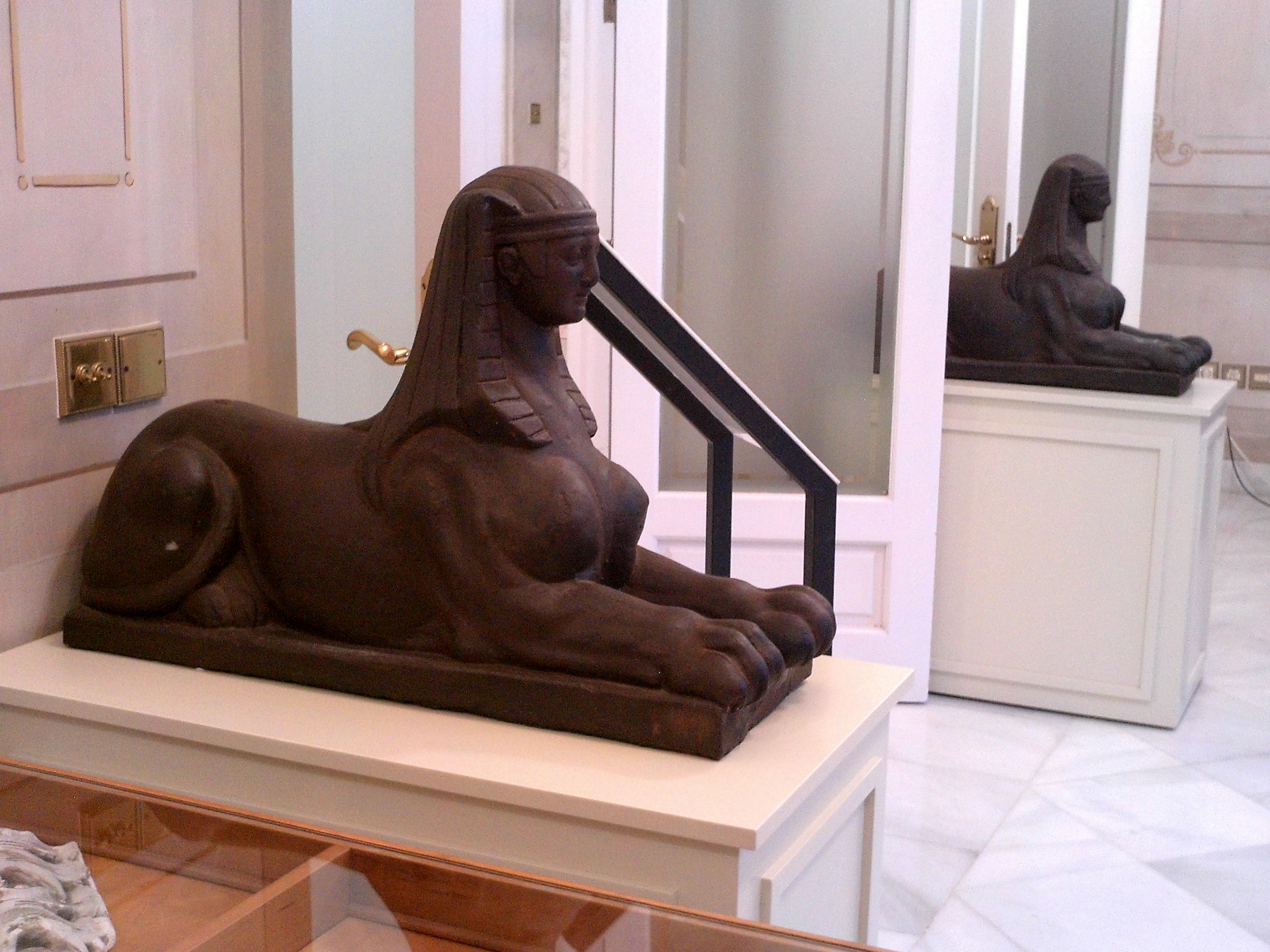
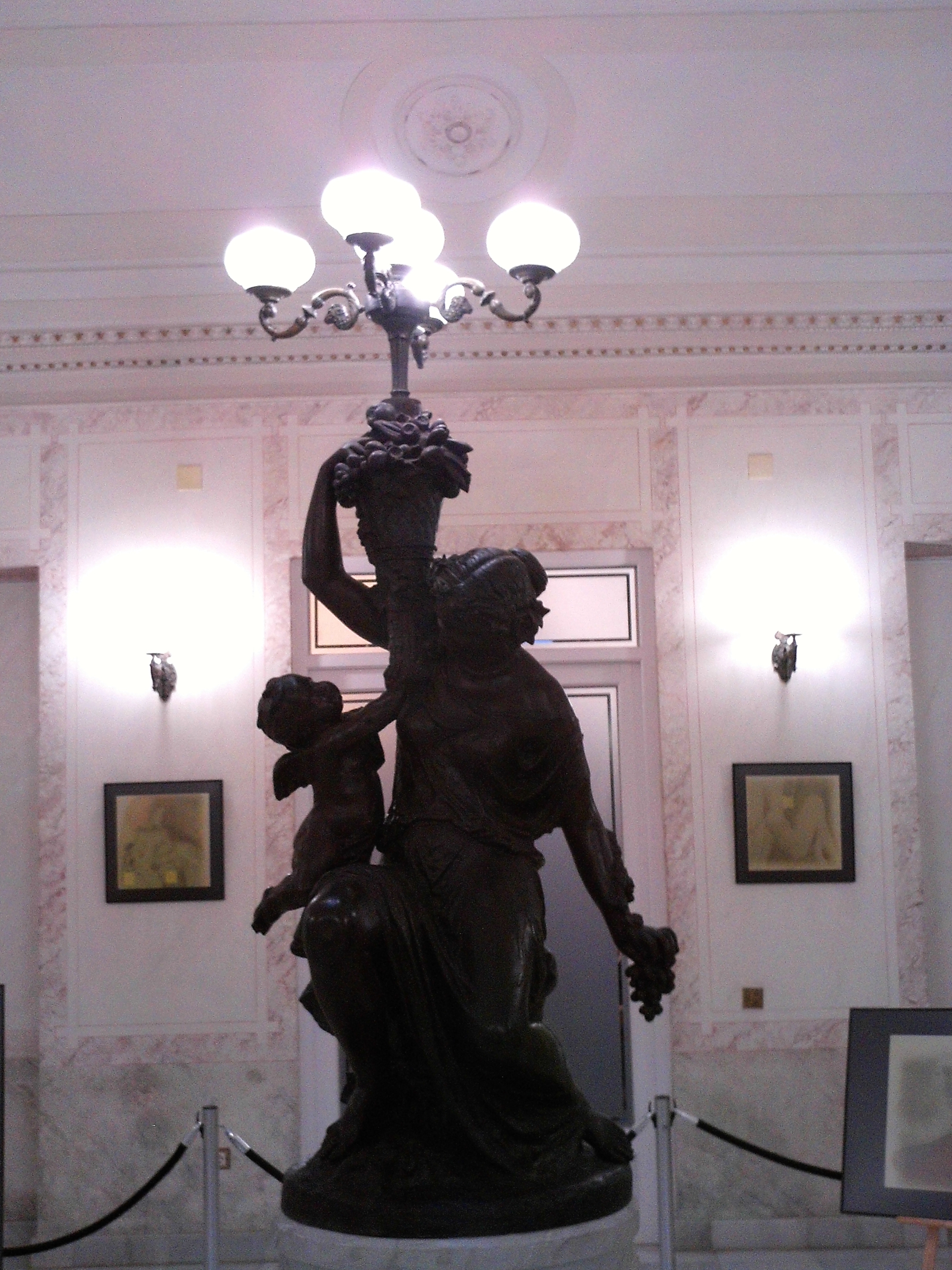
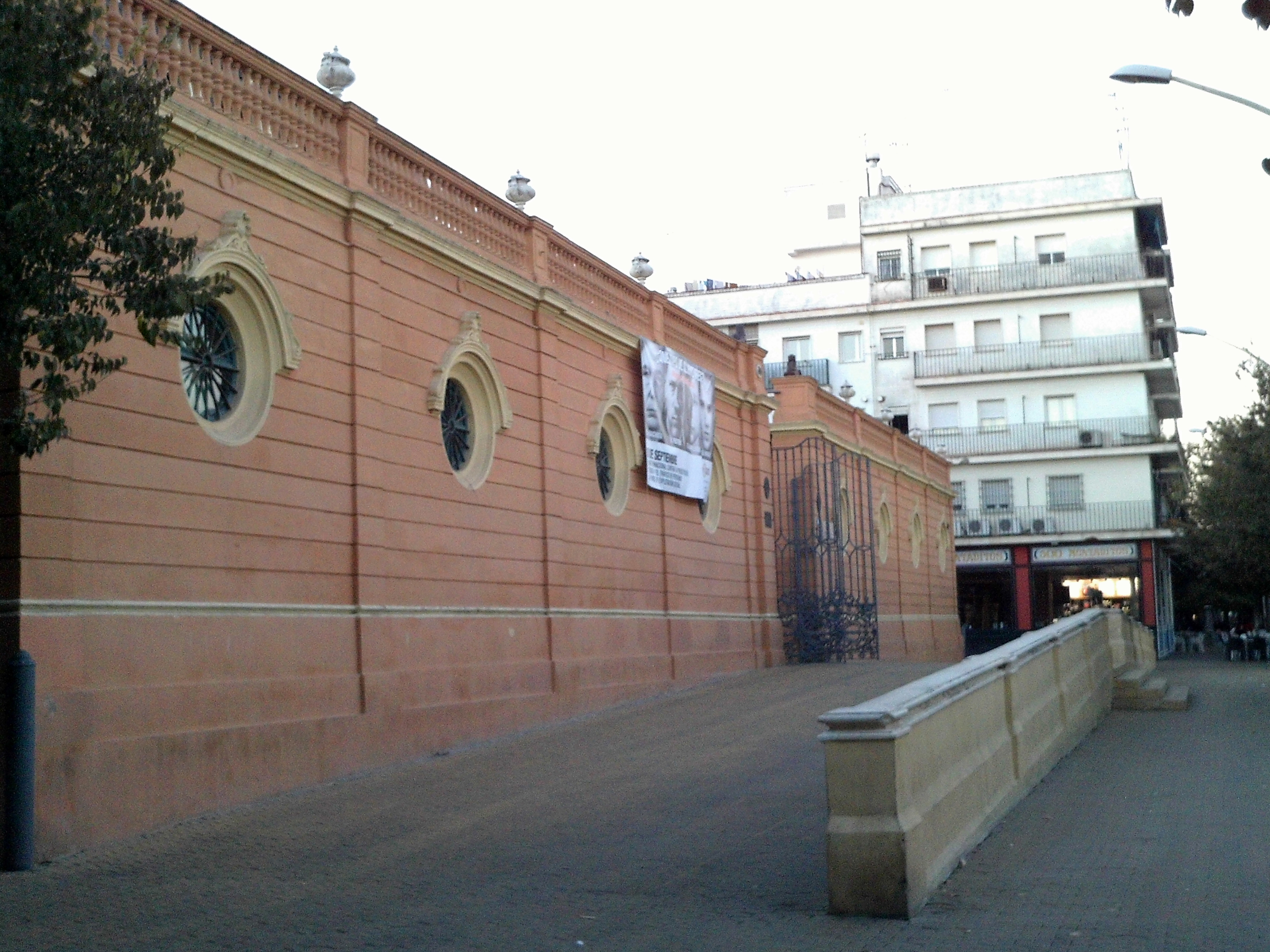